# Arsenio Crespellani
Arsenio Crespellani (Modena, 14 dicembre 1828 – Modena, 14 marzo 1900) è stato un archeologo e numismatico italiano.

## Biografia
Figlio di Geminiano, avvocato, e di Maria Messori, assimilò da piccolo l'interesse per l'archeologia, stimolato dall'attività di studiosi degli zii paterni Arcangelo e Domenico, e del fratello Remigio, che raccolsero i frutti delle loro ricerche in una ricca collezione privata di reperti archeologici della zona del Modenese. Un ruolo non secondario ebbe pure il nonno Arcangelo, anch'egli studioso del ramo e prezioso archivio di notizie storiche.
Crespellani frequentò le scuole presso i gesuiti e poi si iscrisse all'università di Modena seguendo le orme paterne, laureandosi in Giurisprudenza nel 1853. Oltre alle sollecitazioni culturali derivanti dall'ambiente familiare, beneficiò delle frequentazioni di casa da parte di illustri studiosi del tempo: il cardinale Giuseppe Mezzofanti, il professor Filippo Schiassi, docente di archeologia all'Università di Bologna, e un suo allievo, Celestino Cavedoni, sacerdote e personalità di rilievo europeo, di stampo conservatore e chiuso alla temperie che si andava diffondendo per il Continente. Fu proprio quest'ultimo che sistematizzò le conoscenze storiche e numismatiche di Crespellani attraverso un metodo rigoroso che gli permise di acquisire anche nozioni di paleografia.

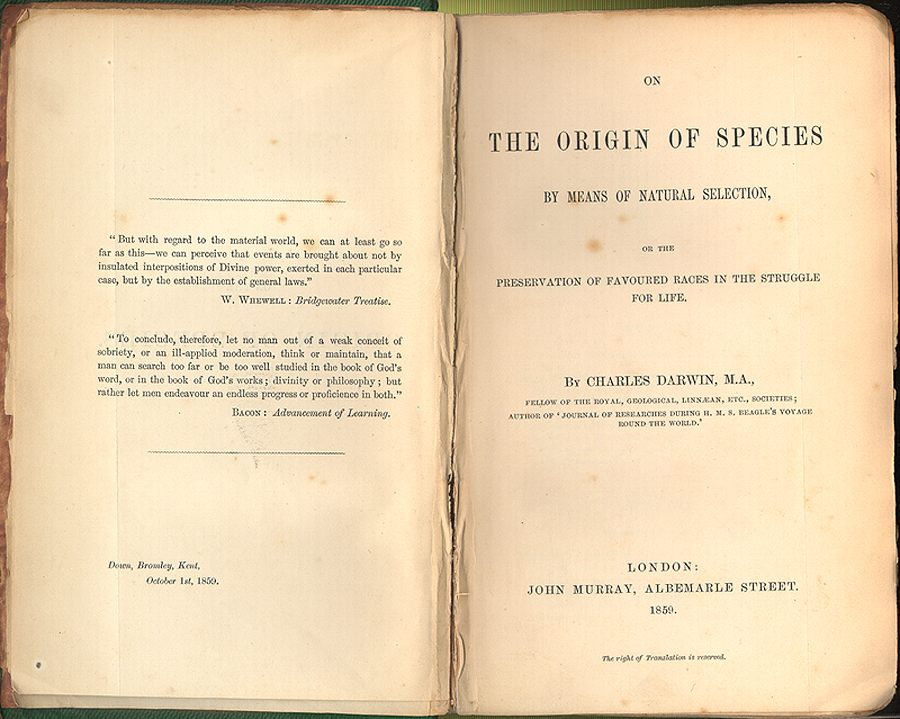
Frontespizio di The Origin of Species

L'evoluzionismo darwiniano innescò un fortissimo attrito fra la scuola tradizionalista e di matrice rigidamente cattolica che faceva capo a Cavedoni e quella che si andava formando a seguito della diffusione de L'origine delle specie di Darwin, tradotta in italiano da Leonardo Salimbeni e Giovanni Canestrini – titolare della cattedra di zoologia di Modena – e che coinvolse tutte le discipline scientifiche e in particolare l'archeologia e l'antropologia, con una forte polemica imperniata sulla datazione di certi fenomeni geologici (che i conservatori facevano risalire a un'età storica mentre gli evoluzionisti ne arretravano la genesi in epoca preistorica). Vista la sua formazione, Crespellani non abbracciò le nuove teorie, anche se rifiutò di schierarsi per l'una o per l'altra accademia di pensiero e respinse un approccio ideologico volgendosi a un metodo che tenesse conto dei dati di fatto.
Lo studioso iniziò pertanto a fare ricerche sulla topografia antica del territorio con rilevanti risultati: ipotizzò una strada di origine preromana nel suo studio Strada Claudia alle radici dei colli modenesi del 1869; disegnò la prima carta archeologica dell'età del bronzo, analizzando le tecniche di lavorazione della ceramica relativa a quell'era; documentò il progressivo popolamento dell'area durante i periodi villanoviano, etrusco, gallico e romano; e costituì, attraverso le migliaia di ritrovamenti e le pubblicazioni dal 1876 al 1898, un prezioso catalogo per i futuri paletnologi. 
Tra i ritrovamenti da lui studiati, si ricorda il Ripostiglio di asce di Savignano sul Panaro, rinvenuto nel 1864 e di cui Crespellani fece eseguire una illustrazione intorno al 1884.
La sua profonda esperienza sul campo e le pubblicazioni accademiche e scientifiche gli assicurarono la direzione del Museo civico di Modena, del Museo lapidario, della Galleria e del Medagliere estensi; e l'incarico di ispettore regio agli scavi, oltre che la carica di membro di svariate organizzazioni scientifiche, dall'Imperiale regio Istituto archeologico germanico di Roma alla Società di storia naturale di Milano e all'Accademia Nuova Fenice di Orvieto. Fu nel 1873 il fondatore, assieme ad altri intellettuali, del Museo di Bazzano, che oggi porta il suo nome, che originariamente conteneva reperti da due Pozzi e a cui si aggiunsero ritrovati villanoviani di un sepolcreto e oggetti in selce. Nel 1879 si occupò della ripresa degli scavi presso la Necropoli etrusca della Galassina, successivamente mediando l'acquisto dei relativi reperti per conto del Museo civico di Modena.
Nel 1897, nell'ambito dell'indagine sulla Strada Claudia, lo studioso portò alla luce un grande mosaico policromo che decorava una villa romana. Subito dopo la scoperta, la pavimentazione musiva fu immortalata in un acquerello di Giuseppe Graziosi e venne poi protetta con uno strato di terra, ma per questa ragione il reperto venne dimenticato, ed è riemerso solo grazie alla costruzione di una rotatoria.
Fra gli studi compiuti da Crespellani si ricordano quelli di fine secolo riguardanti la numismatica (sulla Zecca di Modena, sui Conii e punzoni numismatici della Biblioteca Estense, sulle Medaglie estensi ed austro-estensi), che come tanti altri lavori spesso lo studioso tradusse in opere divulgative a beneficio delle classi popolari.
L'agiatezza di famiglia gli permise di vivere di rendita, e Crespellani ebbe modo di concentrarsi a tempo pieno nello studio e nella ricerca archeologica senza tuttavia trascurare la vita pubblica: fu il presidente di comitati civici e di associazioni caritatevoli; fondò in ambito locale la società operaia e la Croce Rossa; organizzò cerimonie commemorative e per anni ricoprì la carica di sindaco di Savignano sul Panaro. Compì atti di filantropia nei confronti giovani promettenti ma privi di mezzi finanziari, e nel 1879 regalò la preziosa collezione archeologica di famiglia al Museo civico di Modena, il cui archivio custodisce il suo Dizionario archeologico del Modenese.
Morì a Modena nel 1900. Sepolto a Modena nel cimitero di San Cataldo, la sua tomba è stata nel 2007 oggetto di atti vandalici.

## Opere scelte
- 1870 - Marne modenesi e monumenti antichi lungo la strada Claudia
- 1872 - Memorie storiche vignolesi
- 1875 - L'ambra dei sepolcri e delle terremare del Modenese, in Atti della Soc. dei natural. di Modena, X
- 1884 - Di un ripostiglio di coltelli-ascia od ascie, scoperto a Savignano sul Panaro
- 1884 - La carta topografica delle terremare modenesi
- 1876-98 - Scavi del Modenese